# Processi e decisioni giudiziarie sul G8 di Genova

## Processi
Un esponente delle forze di Pubblica Sicurezza, il sovrintendente Giuseppe De Rosa, è stato condannato in primo grado nell'ottobre 2004 (la prima condanna di un esponente dello stato nell'ambito dei processi sul G8) con il rito abbreviato a 20 mesi per aver picchiato un manifestante quindicenne, a sua volta denunciato per resistenza a pubblico ufficiale, ma assolto da ogni addebito, anche grazie al materiale video e fotografico della scena: la scena era stata infatti ripresa dalla troupe del TG5 e del TG3 e da numerose fotografie e mostra De Rosa, insieme ad altri 5 agenti, di cui alcuni in borghese che colpiscono un ragazzo dopo averlo spinto a terra, con il manganello e prendendolo a calci; in seguito anche Alessandro Perugini, all'epoca vicecapo della DIGOS di Genova e successivamente promosso, sotto indagine anche per i fatti della caserma di Bolzaneto, e Sebastiano Pinzone cercano di colpire lo stesso ragazzo (nella sequenza si vede Perugini che prende la rincorsa per poterlo colpire, ma affermerà durante il processo di non averlo poi colpito), che sarà portato via da un medico del 118 che era riuscito ad interrompere il pestaggio.
Nel dicembre 2007 De Rosa è stato poi assolto dalla corte d'appello, in quanto l'identificazione tramite i filmati e foto (l'agente indossava casco e occhiali da sole) e tramite la testimonianza di altri agenti, che erano state ritenute sufficienti nella sentenza di primo grado, non garantirebbero l'assoluta certezza che il reato sia stato compiuto da De Rosa (art 530 comma 2 del codice di procedura penale). Per quell'episodio gli agenti che parteciparono erano indagati anche per falso e abuso di ufficio, a causa delle dichiarazioni relative ad una resistenza del ragazzo e dei suoi compagni che aveva reso necessario agire con violenza, poi rivelatasi inesistente. Nell'ottobre del 2008 è stata chiesta dal PM la condanna per pene variabili dai 2 anni e 3 mesi e 1 anno e 8 mesi per i cinque agenti. Nel dicembre successivo gli agenti vennero condannati con pene da 2 anni e 3 mesi a 1 anno e 10 mesi, in parte assorbite dalla condizionale e dall'indulto.
Il 10 novembre 2009 vi è stata la sentenza del processo di appello, che si è risolta con l'intervento della prescrizione per i reati di calunnia, percosse, minacce e ingiurie e con condanne da un anno a otto mesi per i reati di falso. Durante il processo di appello è stato sentito anche il cantante Jovanotti, che ha confermato di aver posato per delle fotografie con uno dei ragazzi arrestati pochi minuti prima del fatto, mentre nelle ricostruzioni che erano state presentate dalle forze dell'ordine il manifestante prima dell'arresto sarebbe stato tra quelli intenti a lanciare pietre e bottiglie contro la questura. I condannati hanno deciso di non ricorrere in cassazione, rendendo così definitiva la sentenza di secondo grado.
Nel dicembre 2008, Vincenzo Canterini, ex comandante del VII Nucleo Sperimentale Antisommossa (indagato anche nel processo relativo all'irruzione nella Diaz), è stato condannato in primo grado quattro mesi per il reato di violenza privata per aver utilizzato uno spray urticante contro tre membri del Legal Social Forum.  Nel gennaio 2012 è stato poi assolto per intervenuta prescrizione, venendo però condannato al pagamento delle spese processuali e, in separato giudizio, all'eventuale risarcimento dei danni per le parti civili (l'Associazione Giuristi democratici e i tre legali del Legal Social Forum).
Tra i manifestanti che riuscirono a entrare nella zona rossa in piazza Dante durante le proteste di Attac France (venendo subito arrestati), una giornalista francese di nome Valerie Vie è stata la prima (ed unica al giugno 2008) persona condannata con sentenza definitiva (cinque mesi di reclusione, condanna decisa in primo e grado nel giugno 2004 e confermata sia dalla corte d'appello nel luglio 2007 che in cassazione nel giugno 2008) nell'ambito dei processi relativi al G8. Valerie Vie sarà anche tra i primi manifestanti ad essere portati nella caserma di Bolzaneto, dove denuncerà di essere stata maltrattata e minacciata. Il documentarista francese Raymond Depardon ha seguito l'iter dei processi che la vedono imputata e persona offesa e da questi, oltre che dalle testimonianze della Vie, ha intenzione di realizzare un documentario sulla caserma di Bolzaneto e sui giorni del G8.
Sono invece ancora in corso procedimenti giudiziari contro diversi manifestanti per gli incidenti, e contro diversi esponenti delle forze dell'ordine per le violenze a danno dei manifestanti esercitate nella caserma di Bolzaneto e nelle strade di Genova. Per l'episodio della scuola Diaz sono stati inizialmente rinviati a giudizio 28 esponenti delle forze dell'ordine e nel luglio 2012 la corte di Cassazione ha confermato 25 condanne. Sia 200 denunce penali per lesioni contro esponenti delle forze dell'ordine per violenze a danno dei manifestanti durante gli scontri, sia 60 denunce relative alla perquisizione della Diaz sono state archiviate (le prime già durante il 2003) per l'impossibilità di identificare gli agenti responsabili dei fatti, a causa del casco dell'uniforme e dei fazzoletti che molti di loro portavano sul viso.
Nel giugno 2005 erano ancora in corso numerose cause in sede civile contro il Ministero dell'Interno. Inoltre, durante lo svolgimento del primo grado di giudizio, i PM del processo per le violenze nella caserma di Bolzaneto e dei processi contro gli esponenti delle forze dell'ordine, visto l'elevato numero di udienze previste, hanno evidenziato come questi rischiassero di concludersi con la prescrizione (i cui tempi sono stati ulteriormente ridotti dall'introduzione della legge Pecorella, ex-Cirelli) prima di una sentenza di primo grado. E uno sconto di pena di 3 anni, dovuto all'approvazione di un indulto il 29 luglio 2006, verrebbe applicato, in caso di condanna, a tutti i reati per cui risulta indagato il personale delle forze dell'ordine, e alla maggioranza dei reati per cui risultano indagati i manifestanti; verrebbero esclusi dell'indulto eventuali condannati per associazione sovversiva.
Diversi media hanno fatto notare come una norma introdotta con la conversione in legge del decreto-legge 12 novembre 2010, n.187, istituendo un "fondo di solidarietà civile" per le vittime di alcuni tipi di manifestazioni (tra cui potrebbero essere identificati anche gli incidenti del G8 genovese), potrebbe far sì che i risarcimenti dovuti dai rappresentanti dello stato che risultassero condannati (stimati dal Comitato Verità e Giustizia in un totale di 10 milioni di euro alla situazione del gennaio 2011) vengano invece pagati dal ministero dell'Interno, che potrebbe poi rinunciare alla rivalsa nei confronti dei responsabili.
Questa possibile interpretazione della legge è stata poi confermata ai giornalisti de La Repubblica dal procuratore generale di Genova Enrico Zucca, che ha evidenziato come i vari governi succedutisi durante i processi, indipendentemente dalla maggioranza di cui erano espressione, abbiano sempre impugnato i risarcimenti relativi alle condanne per i fatti del G8 che coinvolgevano forze dell'ordine e rappresentanti dello stato; il procuratore ha anche evidenziato come un comportamento opposto (il risarcimento garantito prima della sentenza definitiva) sia invece stato tenuto in altri eventi delittuosi, come il caso Aldrovandi.

## Gli scontri in piazza Alimonda e la morte di Carlo Giuliani
Sull'attacco ai Carabinieri in piazza Alimonda e sulla morte di Giuliani furono avviate diverse inchieste giudiziarie. Solamente tre degli assalitori, identificati dalle foto, furono rintracciati e interrogati: M.M. ed E.P. di Genova, e L.F. di Pavia. Massimiliano Monai si presentò agli inquirenti e si appellò agli altri affinché si presentassero a testimoniare, E.P. si presentò il 6 settembre, L.F., estraneo al gruppo, fu riconosciuto dalle foto dalla Digos di Brescia.
Essi non diedero chiare spiegazioni sulle motivazioni dell'assalto alla camionetta, ma descrissero l'elevata condizione di tensione creatasi in seguito alle cariche delle forze dell'ordine alle quali, secondo la versione di alcuni di loro, avevano cercato di sfuggire dirigendosi verso via Caffa dove furono nuovamente caricati. I carabinieri Mario Placanica e Filippo Cavataio furono indagati per omicidio. Il 5 maggio 2003 il procedimento sulla morte di Carlo Giuliani è stato archiviato: il GIP Elena Daloiso prosciolse Placanica per uso legittimo delle armi, oltre che per legittima difesa come richiesto dal PM Silvio Franz. I tre aggressori identificati furono rinviati a giudizio per vari reati.
Nel giugno 2006 Haidi Giuliani, madre di Carlo, ha inviato una raccomandata a Mario Placanica per interrompere il decorso della prescrizione, lasciando aperta la possibilità di effettuare una causa civile nei confronti dell'ex carabiniere. Eletta nel frattempo senatrice della Repubblica, la signora Giuliani ha tuttavia dichiarato di non averlo fatto per chiedere un risarcimento danni a Placanica, ma al fine di ottenere un processo "che faccia luce non solo su piazza Alimonda, su chi ha effettivamente sparato, ma anche sulle responsabilità politiche e sulla catena di comando".

### Altre ipotesi su chi abbia sparato
Nonostante l'esito delle indagini della magistratura, che hanno visto in Mario Placanica il responsabile dei due colpi sparati, ritenendo però la sua azione compatibile con l'uso legittimo delle armi e la legittima difesa, rimangono tuttavia incongruenze sulla confessione del carabiniere Dario Raffone che era anche nei sedili posteriori del Defender, oltre al fatto che lo stesso Placanica ha nel tempo negato di aver sparato a Giuliani. Nell'udienza del 3 maggio 2005, alla domanda dell'avvocato Pagani, Raffone ammette che era sdraiato per terra: lui sotto e Placanica sopra, al momento degli spari.
Lo stesso Placanica in un interrogatorio ammette:"Mi sono messo a gridare, dicendo all'autista di scappare ed urlandogli che ci stavano ammazzando. Eravamo infatti circondati e io ho inteso che ce ne fossero centinaia(...). Ho visto in difficoltà il mio collega e ho pensato che dovevo difenderlo. L'ho abbracciato per le spalle e ho cercato di farlo accucciare sul fondo della jeep." Tutto questo ovviamente va in contrasto con alcune foto nella quale è chiaramente visibile un carabiniere che si alza mentre un altro tiene ancora in mano la pistola.. Stando alle confessioni, Placanica non sarebbe certo colui che spara.
Questo, secondo alcune ricostruzioni, fa pensare che ci fossero quattro carabinieri nel mezzo, come hanno dichiarato alcuni testimoni. A conferma di questa tesi Valerio Cantarella, perito d'ufficio del dottor Franz (che ordinò la prima perizia balistica), ipotizzò che a sparare furono due pistole. Nell'agosto 2008 Mario Placanica, assistito dal legale Carlo Taormina, ha sporto denuncia contro ignoti per l'omicidio di Carlo Giuliani. Secondo la tesi le perizie di parte effettuate su resti di Giuliani dimostrerebbero l'assenza di residui dovuti alla camiciatura del proiettile: essendo i proiettili usati da Placanica, come quelli in dotazione degli altri sottufficiali, camiciati, questo fatto escluderebbe che i colpi mortali siano partiti dalla sua pistola.
Taormina ha aggiunto che i colpi potrebbero essere partiti dall'arma di un ufficiale o da quella di un civile. È da notare che un'ipotesi relativa al fatto che il colpo che ha ucciso Giuliani potesse essere partito dal di fuori della jeep era già stata formulata nei mesi immediatamente successivi agli eventi, ma poi era stata scartata da tutte le ricostruzioni, sia della magistratura, che di parte. Uno dei reporter presenti, Bruno Abile, un fotografo freelance francese, aveva affermato di aver visto un carabiniere senza scudo, presente nella piazza, forse un ufficiale, con una pistola in mano poco prima che Giuliani cadesse a terra..
Uno dei primi esami balistici presentati alla magistratura nel dicembre 2001 (poi smentito da perizie successive del gennaio 2002) aveva ritenuto che i due bossoli ritrovati nella piazza appartenessero ad armi differenti. Aveva anche fatto discutere il ritrovamento del segno lasciato da uno dei due colpi sulla facciata della chiesa di Nostra Signora del Rimedio in piazza Alimonda solo dopo mesi dal fatto e gruppi vicini al movimento No Global avevano ipotizzato che questa "prova" fosse un falso, realizzato a posteriori, per dimostrare che i colpi erano stati indirizzati in aria.

## I fatti della scuola Diaz

### Processo di primo grado
Al processo di primo grado per i fatti accaduti durante i giorni del G8 a Genova alla scuola media A.Diaz, il 13 novembre 2008 il tribunale di Genova ha emesso una sentenza di proscioglimento per i vertici della polizia nelle figure di Giovanni Luperi, nel 2001 vice direttore dell'UCIGOS, Francesco Gratteri, che era direttore dello Sco, e Gilberto Calderozzi, che avevano firmato il verbale di perquisizione. Sul totale di 29 imputati, 16 sono stati assolti e a 13 sono state inflitte condanne per un totale di 35 anni e sette mesi, di cui 32 anni e 6 mesi condonati (a petto di oltre 108 anni chiesti dall'accusa). Sono quindi stati condannati solo funzionari che ricoprivano all'epoca dei fatti cariche di minore rilievo all'interno della polizia per motivi vari tra calunnia, falso ideologico, lesioni, lesioni aggravate in concorso, introduzione di bombe Molotov nella scuola e violazione della legge sulle armi. Il tribunale ha inoltre condannato il Ministero dell'Interno a pagare una provvisionale compresa tra i 5.000 e i 50.000 euro ad ognuna delle oltre 70 parti civili per le lesioni riportate. La sentenza ha provocato l'indignazione del pubblico presente in aula.

### Sentenza di secondo grado
Il processo di appello conclusosi il 18 maggio 2010 ha in parte ribaltato le sentenze di primo grado, condannando 25 imputati su 27, tra cui i vertici della catena di comando delle forze dell'ordine a Genova, a pene comprese tra i 3 anni e otto mesi e 4 anni, con interdizione dai pubblici uffici per 5 anni. In particolare, in base all'articolo 40 del codice penale, perché avevano l'obbligo di impedire le violenze e non lo hanno fatto, sono stati condannati gli alti funzionari della polizia presenti alla irruzione alla scuola Diaz: il capo dell'anticrimine Francesco Gratteri (a 4 anni), l'ex comandante del primo reparto mobile di Roma Vincenzo Canterini (a 5 anni), Giovanni Luperi (a 4 anni), Spartaco Mortola, dirigente della DIGOS di Genova, (a 3 anni e 8 mesi) Gilberto Calderozzi, vice direttore del Servizio Centrale Operativo (a 3 anni e 8 mesi).
Nella motivazione della sentenza è scritto inoltre che Luperi e Gratteri, nel frattempo diventati rispettivamente dirigente dell’intelligence e dell’antiterrorismo, "preso atto del fallimentare esito della perquisizione, si sono attivamente adoperati per nascondere la vergognosa condotta dei poliziotti violenti concorrendo a predisporre una serie di false rappresentazioni della realtà a costo di arrestare e accusare ingiustamente i presenti nella scuola". Tra i falsi atti per cui sono stati condannati, quello relativo all'introduzione nella scuola da parte di poliziotti delle bottiglie Molotov (introdotte da Pietro Troiani - condannato in via definitiva a 3 anni e 8 mesi più 5 anni di interdizione dai pubblici uffici - e falsamente rinvenute da Salvatore Gava - condannato alla stessa pena), che erano poi state utilizzate come prova del possesso di armi da parte degli occupanti.

### Cassazione
Il 5 luglio 2012 la Cassazione conferma in via definitiva le condanne per falso aggravato e l'impianto accusatorio della Corte d'Appello. Convalida così la condanna a 4 anni per Francesco Gratteri; convalida anche i 4 anni per Giovanni Luperi, vicedirettore Ucigos ai tempi del G8, all'epoca della condanna capo del reparto analisi dell'Aisi. Tre anni e 8 mesi a Gilberto Caldarozzi, all'epoca della condanna capo servizio centrale operativo. Convalida anche in parte la condanna a 5 anni per Vincenzo Canterini, riducendola a 3 anni e 6 mesi (per l'intervenuta prescrizione del reato di lesioni), ex dirigente del reparto mobile di Roma. Prescrive, invece, i reati di lesioni gravi contestati a nove agenti appartenenti al settimo nucleo speciale della Mobile all'epoca dei fatti. Nel commentare positivamente la sentenza, che per la prima volta in Occidente condanna funzionari così importanti delle forze dell'ordine, un legale dei no global coinvolti nei fatti ha sottolineato che malgrado la estrema gravità dei fatti il Parlamento non ha istituito una Commissione di inchiesta per individuare le responsabilità politiche. Anche Amnesty International ha definito la sentenza importante, ma ha sostenuto che le condanne "non riflettono la gravità dei crimini accertati, e ... coinvolgono un numero molto piccolo di coloro che parteciparono alle violenze ed alle attività criminali volte a nascondere i reati compiuti".
Alcuni dei condannati, al momento della sentenza, ricoprivano ruoli di rilievo nell'ambito delle forze dell'ordine italiane, che hanno dovuto abbandonare per via della pena accessoria dell'interdizione dai pubblici uffici. Oltre alle impressionanti carriere di molti dei funzionari nel periodo che va dai fatti di Genova alla loro condanna definitiva, ha fatto scalpore la carriera di Gilberto Caldarozzi dopo la condanna in Cassazione e la sospensione; assunto come consulente alla Finmeccanica di cui era presidente l'amico Gianni De Gennaro, capo della polizia ai tempi del G8, è stato nominato vice-capo della Direzione Investigativa Antimafia nel 2017.

### Corte europea dei diritti dell'uomo
Per il fatto che in Italia le leggi non prevedessero a quel tempo il reato di tortura, un ricorso è stato presentato alla Corte europea dei diritti dell'uomo di Strasburgo da Arnaldo Cestaro, che all'epoca dei fatti aveva 62 anni ed era stato una delle vittime del violento pestaggio da parte della polizia durante l'irruzione nella scuola. Gli furono rotti un braccio, una gamba e dieci costole, fu costretto ad essere operato e subì a lungo le conseguenze delle percosse subite. Il 7 aprile 2015, la Corte di Strasburgo ha condannato l'Italia a risarcire Cestaro con 45.000 euro, riconoscendo come torture alcune delle violenze poliziesche alla Diaz. Nelle motivazioni si legge che l'ammenda è stata imposta non solo per i fatti specifici, ma anche perché non era stata promulgata alcuna legge sulla tortura, consentendo ai responsabili del pestaggio di non essere sanzionati.
La sentenza Cestaro ha avuto un seguito il 22 giugno 2017, quando la Corte di Strasburgo ha condannato l'Italia con motivazioni analoghe a risarcire altri 29 occupanti della Diaz torturati dalla polizia durante il G8. I nuovi risarcimenti sono stati fissati tra i 45.000 e i 55.000 euro a persona. La sentenza è stata emanata nel periodo in cui il testo della nuova legge sulla tortura era all'esame del Parlamento italiano. Il testo di legge per il reato di tortura in Italia è stato poi approvato in via definitiva dalla Camera il 5 luglio 2017. L'Italia ha in seguito dovuto sostenere analoghi risarcimenti per i dimostranti torturati nella caserma di Bolzaneto.
Ricorsi alla CEDU sono stati presentati anche da parte di alcuni poliziotti condannati per l'irruzione nella scuola. Il 17 luglio 2021 la Corte, in composizione di giudice unico, ha dichiarato tali ricorsi irricevibili per manifesta infondatezza delle doglianze e per il motivo "che i fatti presentati non rivel[a]no alcuna apparenza di violazione dei diritti e delle libertà enunciati nella Convenzione o nei suoi Protocolli".

### Corte dei conti
Nel 2019 ventiquattro appartenenti alla Polizia di Stato sono stati condannati dalla magistratura contabile a rifondere, in solido, ai ministeri degli interni e della giustizia le spese legali e le provvisionali risarcitorie, per un totale di 2800000,00 €.

## I fatti di piazza Manin
Per le cariche effettuate in piazza Manin i manifestanti feriti sporgeranno circa sessanta querele per lesioni: appurato l'ingiustificato uso della violenza nei loro confronti, il Ministero dell'Interno verrà condannato a risarcire molti di loro, ma nessun responsabile delle forze dell'ordine verrà identificato a causa dei caschi della tenuta antisommossa e dei fazzoletti indossati davanti al viso.
Sempre per i fatti di piazza Manin furono indagati e rinviati a giudizio per falso, calunnia e abuso d'ufficio, quattro agenti del reparto mobile di Bologna, Cecere Antonio, Beretti Luciano , Volpini Simone e Neri Marco, autori dell'arresto di due giovani spagnoli con l'accusa di resistenza (secondo la versione degli agenti uno li avrebbero aggrediti con un tubo di ferro, mentre il secondo avrebbe lanciato una molotov) e il sospetto che facessero parte del "blocco nero"; un filmato acquisito dalla magistratura (di proprietà di Luna rossa, un'associazione di registi italiani indipendenti presenti durante il G8) mostrava tuttavia uno dei due giovani che, senza apparente motivo, veniva arrestato e il secondo che, avvicinandosi per chiedere spiegazioni, subiva la stessa sorte. Le indagini successive dimostrarono come i due non fossero presenti nel gruppo dei manifestanti violenti giunti in piazza, scagionandoli completamente. Nel luglio 2009 i quattro agenti sono stati assolti dal tribunale di Genova, a causa dell'intervenuta prescrizione per il reato di falso e con la formula del "ragionevole dubbio" (evoluzione della non più usata "insufficienza di prove") per gli altri reati. Nel luglio 2010 la corte d'appello ha condannato a 4 anni gli agenti per il reato di falso ideologico in atti pubblici, dichiarando prescritti i reati di calunnia e abuso d'ufficio, condanna confermata poi in cassazione nel dicembre 2011. In particolar modo , gli agenti imputati e condannati , sono stati gli unici a pagare tutte le spese per proprio conto , in particolare modo gli agenti Cecere e Beretti.
Sempre relativamente a questi arresti, nel marzo 2013 un funzionario del reparto mobile di Bologna fu condannato in primo grado per falsa testimonianza in quanto durante il processo aveva testimoniato di aver assistito all'arresto dei due manifestanti, confermando che uno dei due stava maneggiando una spranga. Dopo la visione del filmato il funzionario aveva affermato che l'arresto a cui aveva assistito forse non era quello dei due spagnoli, ricordando anche lo stato di confusione in cui era avvenuta l'azione. La corte di appello nel 2010 aveva trasmesso gli atti alla procura, ipotizzando il reato di falsa testimonianza (stando a quanto riportato dai media, i giudici nella sentenza ricordavano anche che "oltre a quello dei due spagnoli non vi fu nessun altro arresto in piazza Manin"), da qui l'apertura del nuovo processo contro il funzionario nel giugno 2012 e la successiva condanna in primo grado (contro cui è venne subito annunciato ricorso e la rinuncia alla prescrizione) a due anni (pena coerente con quanto richiesto dal PM) con la condizionale. La condanna è poi stata confermata in appello, nel maggio 2014, e cassazione, nel maggio 2015.
Ascoltato nel gennaio 2013 il funzionario aveva sostenuto che l'arresto a cui aveva assistito era probabilmente relativo ad altri manifestanti, che poi dovevano essere stati erroneamente rilasciati dalla questura. Nel maggio 2007 il giudice Angela Latella emette una condanna in sede civile per le violenze delle forze dell'ordine contro i manifestanti della Rete Lilliput avvenute in piazza Manin, ribadendo nelle motivazioni che "Se risulta chiaramente che la Spaccini sia stata oggetto di un atto di violenza da parte di un appartenente alle forze di polizia non si può neppure porre in dubbio che non si sia trattato né di un'iniziativa isolata, di un qualche autonomo eccesso da parte di qualche agente, né di un fatale inconveniente durante una legittima operazione di polizia"..
La condanna (5000 euro) non è però nei confronti degli agenti che commisero gli abusi (che avendo il volto coperto dal casco non sono stati identificati) né nei confronti dei loro superiori responsabili, bensì nei confronti del Ministero dell'Interno.

## Processo ai manifestanti
La maggior parte dei manifestanti fermati durante le giornate della manifestazione sono stati rilasciati i giorni successivi e nella maggioranza dei casi sono stati ritenuti estranei agli scontri. In alcuni casi tuttavia i fermi hanno dato il via a dei processi. Nell'ambito di un procedimento, il 3 dicembre 2008, un manifestante francese, accusato di aver lanciato una molotov verso le forze di polizia durante le prime cariche all'inizio agli scontri del venerdì e di aver resistito all'arresto, è stato assolto (così come richiesto anche dal pubblico ministero), in quanto ritenuto estraneo alle accuse che gli erano state mosse. Il giudice ha disposto il trasferimento degli atti alla procura, per verificare se si debba procedere contro i poliziotti che lo arrestarono durante gli scontri per i reati di falsa testimonianza e calunnia.

### Il processo ai 25
Il 13 maggio 2005 l'avvocato Vittorio Colosimo annuncia la volontà di Placanica di presentarsi in aula per testimoniare sui fatti ("Mario Placanica risponderà a tutte le domande dei cento avvocati dei no global, del pubblico ministero e del presidente del tribunale. Dirà tutto quello che sa come ha fatto fin dall'inizio"). Il 26 settembre 2005, durante l'udienza del processo contro i No Global, Placanica si avvale tuttavia della facoltà di non rispondere, concessagli, pur essendo chiamato come testimone e non come indagato, in quanto già indagato a sua volta nel procedimento per la morte di Carlo Giuliani.
Sempre relativamente al procedimento contro i manifestanti, il 24 maggio 2007 il giudice, su richiesta dell'avvocato difensore di alcuni dei manifestanti Ezio Menzione, ha accettato di ascoltare come testimone Mario Placanica per l'udienza del 1º giugno. Pochi giorni dopo l'avvocato ha sporto denuncia contro ignoti per aver ricevuto minacce di morte rimaste registrate nella segreteria telefonica: "Lasciate stare a Placanica [sic], sennò vi faremo saltare in aria". Lo stesso Placanica aveva ritrovato scritte con minacce di morte vicino alla sua abitazione alla fine dell'aprile 2007.

#### La sentenza di primo grado
Il 14 dicembre 2007 24 manifestanti (su 25 richieste di condanna da parte dei PM) sono stati condannati a complessivi 110 anni circa di reclusione per i fatti del cosiddetto blocco nero e quelli di via Tolemaide. Tra i condannati 10 sono stati giudicati responsabili di devastazione e saccheggio, altri 13 per danneggiamento, 1 per lesioni.. Il reato di resistenza è stato derubricato: la resistenza alla carica dei carabinieri è stata scriminata come reazione ad atto arbitrario e di conseguenza non costituisce reato (in altre parole, la reazione alla carica dei carabinieri è stata considerata legittima, solo per tre imputati, ma non i danneggiamenti successivi).
Riguardo carica e operato delle forze dell'ordine le testimonianze di due ufficiali dei Carabinieri e due funzionari della Polizia (Antonio Bruno, Mario Mondelli, Paolo Faedda e Angelo Gaggiano) sono state trasmesse ai pubblici ministeri per valutare l'ipotesi di un'accusa per falsa testimonianza (avrebbero riportato nelle loro descrizioni fatti rivelatisi non veri per giustificare il loro operato). I media locali, nel marzo 2011, hanno evidenziato come da questi fatti non sia tuttavia nata nessuna nuova inchiesta e che, essendo le dichiarazioni del 2004, l'eventuale reato sarebbe comunque stato ormai prescritto.

#### La sentenza di secondo grado
In appello, nell'ottobre 2009, 15 dei manifestanti (tra cui Massimiliano Monai, noto giornalisticamente come "l'uomo con la trave", relativamente agli scontri di piazza Alimonda) sono stati prosciolti, sia per l'intervento della prescrizione, sia perché la carica dei carabinieri in via Tolemaide è stata nuovamente valutata come illegittima e quindi la reazione a questa è stata considerata una forma di legittima difesa, sia con assoluzione piena per la manifestante già assolta in primo grado. Ai 10 condannati (accusati di devastazione e saccheggio) sono state applicate pene sensibilmente più gravose rispetto a quelle irrogate in primo grado, per un totale di 98 anni e 9 mesi di carcere (i PM avevano chiesto complessivamente pene per 225 anni per i 25 manifestanti).
L'aumento delle pene, che mantiene gli anni di carcere complessivi quasi inalterati nonostante la forte riduzione dei condannati, è stato pesantemente criticato dalle forze politiche e dalle organizzazioni vicine al movimento no-global, che hanno evidenziato come alcune delle pene inflitte (fino a 15 anni) fossero più elevate di quelle che, usualmente, in Italia vengono date per reati ben più gravi come l'omicidio.

#### Il ricorso in Cassazione
In attesa del verdetto della cassazione è nata una campagna di sensibilizzazione dell'opinione pubblica chiamata "10x100" (10 i manifestanti ancora sotto processo, poco meno di 100 gli anni di pena complessivi inflitti in appello), a cui hanno aderito diverse personalità pubbliche, tra cui Margherita Hack, Moni Ovadia e Dario Fo, Franca Rame, Curzio Maltese, Caparezza, Valerio Mastandrea, Don Andrea Gallo ed altri La tesi della campagna e della relativa raccolta firme sostiene la sproporzione tra le pene inflitte ai 10 manifestanti (definiti capri espiatori), in base al reato di devastazione e saccheggio art. 419 C.P. (introdotto durante la dittatura fascista), che ha un tempo di prescrizione di 15 anni, tale da renderla ben difficilmente applicabile in questo caso, e che (sempre secondo la tesi di 10x100) al più potevano essere accusati di danni materiali, rispetto a quelle ben più lievi previste per gli esponenti delle forze dell'ordine responsabili di avvenimenti in cui furono invece causate lesioni a numerose persone, gran parte dei quali non identificati e, quando identificati e processati, quasi sempre assolti proprio grazie ad una prescrizione che per quei reati era prevista in tempi minori.
Durante le settimane precedenti la sentenza, a detta degli organizzatori, sono state raccolte circa 30.000 adesioni, consegnate ai giudici della Corte di Cassazione. La campagna ha avuto ampio risalto mediatico anche in virtù della sentenza definitiva per i fatti della Diaz, di pochi giorni precedente rispetto a quella sui manifestanti. Il 13 luglio 2012 è avvenuta l'udienza in corte di Cassazione. I difensori hanno chiesto alla corte di non applicare il reato di devastazione e saccheggio, ma quello più lieve di danneggiamento. Il procuratore generale della Cassazione ha chiesto la conferma delle condanne di secondo grado e, relativamente all'applicazione del reato di devastazione e saccheggio, ha sostenuto durante la requisitoria che:
e che i manifestanti avevano:
La corte ha riconosciuto tutti i manifestanti come colpevoli del reato di devastazione e saccheggio. In particolare ha confermato in toto due condanne, Ines Morasca (6 anni e 6 mesi) e Alberto Funaro (10 anni), ha rinviato al tribunale d'appello di Genova cinque manifestanti perché venisse rivalutato il passato dinego dell'attenuante di aver agito per suggestione di una folla in tumulto (tra questi le condanne in appello erano di otto anni di reclusione per Carlo Arculeo e Carlo Cuccomarino, dieci anni e nove mesi per Luca Finotti, a otto anni ad Antonino Valguarnera e sette a Dario Ursino). È stata annullata senza rinvio la condanna per il reato inerente alla detenzione di molotov a Francesco Puglisi (che ha visto diminuire quindi la condanna da 15 a 14 anni), Marina Cugnaschi (da 13 anni a 12 anni e tre mesi), Vincenzo Vecchi (da 14 anni a 13 anni e tre mesi) e Luca Finotti (che, come scritto precedentemente, dovrà comunque essere nuovamente giudicato dalla corte d'appello).

#### Risarcimento danni
Tutti gli imputati, sono stati condannati in Cassazione al pagamento di 23.000 euro alle parti civili che si sono costituite: la Banca Carige (l'agenzia 84 di piazza Tommaseo, presa di mira da un gruppo di squadristi del Blocco Nero), Filippo Cavataio (il carabiniere alla guida del Defender dal quale Mario Placanica sparò uccidendo Giuliani), i ministeri degli Interni e della Difesa, e la Presidenza del Consiglio, che ha chiesto il risarcimento per i danni subiti all'immagine dallo Stato.

## I fatti della caserma di Bolzaneto
Alcuni agenti, così come alcuni infermieri presenti a Bolzaneto, affermarono sia di aver assistito (o per lo meno percepito) ad episodi di violenza, sia di aver visto arrivare nella caserma manifestanti già pesantemente feriti. Il 4 febbraio 2004 il magistrato Alfonso Sabella, durante un interrogatorio, disse che la caserma di Bolzaneto doveva servire per un piano anti-black-bloc, elaborato durante un vertice in prefettura svolto il 7 luglio: in base a questo piano la caserma doveva essere operativa entro il 17 luglio o anche prima, subito dopo (e quindi prima dell'inizio del vertice) sarebbero dovuti avvenire dei fermi preventivi contro i "black bloc" già noti, e poi, grazie ad un'apposita scansione dei tempi della giustizia (24 ore di fermo di indiziato di delitto, sommati a due giorni per effettuare gli interrogatorio da parte del pm e ad altri due giorni per essere ascoltati davanti al gip) li si sarebbe potuti trattenere fino al termine della manifestazione (Sabella sosterrà di non essere stato molto favorevole ad usare la contestazione di reati per giustificare questi fermi preventivi, ma che il tutto veniva giustificato col permettere di bloccare i gruppi più violenti in modo da far svolgere la manifestazione in maniera pacifica, anche per la sicurezza stessa dei manifestanti).
In base a questa pianificazione, la caserma di Bolzaneto doveva servire solo per arrestare e immatricolare questi piccoli gruppi, da trasportare poi nelle carceri tradizionali, mentre nei fatti il piano non verrà messo in atto, nessuno dei sospetti già noti verrà fermato, e in caserma il primo arrestato arriverà solo il 20 luglio, quando ormai gli scontri erano già iniziati, mentre nei giorni seguenti riceverà centinaia di fermati, un numero ben maggiore rispetto a quello per cui ne era stato pensato l'utilizzo. Alessandro Garassini, l'avvocato che assisteva Sabella, dichiarerà ai giornalisti a proposito delle dichiarazioni del suo assistito: "La domanda che mi pongo dopo aver sentito il racconto del mio assistito non solo da avvocato ma anche da cittadino è chiara: perché nessuno ha fermato i violenti prima del vertice? Eppure ci sono state le riunioni preparatorie, che confermano come le segnalazioni fossero correttamente arrivate. C'era anche un piano studiato nei dettagli. Ma al momento giusto non è accaduto nulla".
Nel luglio 2007 la Procura di Genova ha messo in dubbio l'autenticità di alcune delle dichiarazioni ufficialmente firmate da alcuni dei fermati stranieri che erano presenti nella caserma. Secondo il perito che ha analizzato i documenti (delle "dichiarazioni di primo ingresso") vi sarebbero due modelli precompilati, in cui vi era scritto che i manifestanti dichiaravano, tra le altre cose, di non temere per la propria incolumità personale e di non volere che il consolato o l'ambasciata dei loro paesi fossero avvertiti del loro stato di detenzione. Il giudice Renato De Luchi ha tuttavia respinto la richiesta dei pm di acquisire questi documenti (in quanto già agli atti del processo) e di ascoltare il perito calligrafico che sosteneva la falsificazione del documenti.
Alla ripresa del processo, all'inizio di ottobre, i due ispettori della polizia penitenziaria che avevano sottoscritto i verbali dei 67 stranieri arrestati nella scuola Diaz e portati nella caserma di Bolzaneto hanno sostenuto di non aver assistito agli interrogatori e di essersi limitati a firmarne i verbali prima che fossero imbustati, quando gli interrogatori erano già terminati. Alla richiesta dei PM se non era anomalo che tra gli arrestati nessuno chiedesse di parlare con il consolato uno degli ispettori ha sostenuto che, per la sua esperienza quindicennale, normalmente nessun straniero arrestato chiedeva di essere messo in contatto con il proprio consolato.

### Sentenza di primo grado
Il 14 luglio 2008 si è concluso il processo di primo grado, con 15 condanne (variabili tra i 5 mesi e i 5 anni, per un totale di circa 24 anni) e trenta assoluzioni. L'accusa aveva chiesto la condanna di tutti e 54 gli imputati. In base alla sentenza, i condannati e i ministeri dell'Interno e della Giustizia dovrebbero pagare anche circa 4 milioni di euro tra risarcimenti alle parti civili (155, con risarcimenti tra i 2.500 e i 15.000 euro) e spese legali (solo queste corrispondenti a circa 2,5 milioni di euro, cifra elevata a causa delle 180 udienze effettuate in tre anni). Parte del dibattito che si è sviluppato intorno alle richieste dell'accusa e delle relative sentenze verteva sul fatto che il reato di tortura non esisteva in Italia (né all'epoca dei fatti né a quella della sentenza), per cui i PM avevano chiesto condanne per (tra le altre accuse) abuso d'ufficio (art. 323 del codice penale).
Secondo i PM nella caserma erano state "inflitte alle persone fermate almeno quattro delle cinque tecniche di interrogatorio che, secondo la Corte Europea sui diritti dell'uomo, chiamata a pronunciarsi sulla repressione dei tumulti in Irlanda negli Anni Settanta, configurano 'trattamenti inumani e degradanti'". È stato osservato in chiave critica come i reati in questione cadranno in prescrizione nel 2009, quando presumibilmente i procedimenti penali saranno ancora in corso, e che comunque - grazie all'indulto approvato nel 2006 - anche nel caso di condanne definitive difficilmente vi sarà chi sconterà l'eventuale pena inflitta.
Nelle motivazioni della sentenza, vengono elencati numerose violenze che risultano provate ai danni dei manifestanti trattenuti (tra cui alcuni di quelli provenienti dalla scuola Diaz): "lunghe attese prima di essere accompagnati ai bagni" al punto da doversi urinare addosso, "distruzione di oggetti personali", "insulti di ogni tipo, da quelli a sfondo sessuale, diretti in particolare alle donne [...], a quelli razzisti [...] a quelli di contenuto politico" e varie minacce, "spruzzi di sostanze urticanti o irritanti nelle celle", "percosse in tutte le parti del corpo, compresi i genitali [...] inferte con le mani coperte da pesanti guanti di pelle nera e con i manganelli" anche senza motivo, l'obbligo di assumere posizioni scomode o vessatorie, anche nei confronti di manifestanti feriti, per lunghi periodi e senza motivazioni valide. I giudici commentano anche il fatto che l'assenza di uno specifico reato di tortura nell'ordinamento italiano ha costretto i pubblici ministeri a riferirsi al reato di abuso di ufficio, non adeguato alle condotte degli accusati ritenuti colpevoli, pur essendo le loro azioni "pienamente provate" e potendo esse "ricomprendersi nella nozione di "tortura" adottata nelle convenzioni internazionali". Nel testo delle motivazioni si legge che:
(Estratto dalle motivazioni della sentenza di primo grado sui fatti della caserma di Bolzaneto)
ma anche che:
(Estratto dalle motivazioni della sentenza di primo grado sui fatti della caserma di Bolzaneto)
Nelle motivazioni si riporta anche che dopo la morte di Carlo Giuliani il venerdì pomeriggio era stato deciso che i carabinieri presenti a Genova non avrebbero più svolto servizio in strada, per cui il sabato furono mandati a Bolzaneto. Secondo alcune testimonianze, rese nel processo e riportate nelle motivazioni, la condizione dei manifestanti trattenuti durante il periodo in cui di guardia alle celle vi erano i carabinieri (dal sabato sera all'alba di domenica) era meno vessatoria e si erano registrate meno violenze (per la giornata di sabato una relativa intermittenza del trattamento vessatorio accompagnato in diverse occasioni da un atteggiamento, definito più umano dalle stesse parti lese, tenuto dagli appartenenti all'Arma, i quali sono intervenuti in diverse occasioni, per quanto hanno potuto, al fine di impedire le vessazioni), oltre al fatto che ai detenuti era stato concesso di sedersi ed era stata data dell'acqua, mentre vi erano stati dei battibecchi tra dei poliziotti che volevano entrare nella zona delle celle e carabinieri che avevano l'ordine di non farli passare.

### Sentenza di secondo grado
Il 5 marzo 2010 i giudici d'appello di Genova, ribaltando la decisione di primo grado, hanno emesso 44 condanne per i fatti di Bolzaneto nel processo di secondo grado. Per quanto per la maggior parte prescritti per la componente penale del reato (solo in 7 non risulteranno prescritti), i condannati dovranno risarcire le vittime. Condannati a risarcire vittime e parti civili anche i ministeri di riferimento del personale presente nel carcere (ministero della Giustizia, dell'Interno e della Difesa), per una cifra complessiva superiore ai dieci milioni di euro. Sette imputati sono stati condannati penalmente: 3 anni e due mesi all'assistente capo della Polizia di stato Massimo Luigi Pigozzi, che, in base alle accuse, divaricò le dita di una mano, strappandone i legamenti, a uno dei fermati di Bolzaneto. Ad un anno sono stati condannati gli agenti di polizia penitenziaria Marcello Mulas e Michele Colucci Sabia, mentre due anni e due mesi sono stati inflitti al medico Sonia Sciandra.
Un anno ciascuno sono stati condannati gli ispettori della polizia di Stato Mario Turco, Paolo Ubaldi e Matilde Arecco, che avevano deciso di rinunciare alla prescrizione. Amnesty International ha sottolineato l'importanza della sentenza, che riconosce che a Bolzaneto vi furono «gravi violazioni dei diritti umani». È stato fatto notare da diversi media che la prescrizione sarebbe stata impedita se l'Italia avesse già introdotto nel suo sistema penale il reato di tortura, come da obblighi derivanti dalla firma della Convenzione ONU contro la Tortura del 1988.
L'avvocatura dello Stato, ritenendo eccessive le somme liquidate alle parti civili (comprensive di spese legali), ne ha sospeso il pagamento e ha fatto ricorso alla corte di Cassazione per chiedere la sospensione delle condanne civili. La quinta sezione penale della Cassazione ha tuttavia rigettato il ricorso, ritenendo legittimi i risarcimenti.

### Cassazione
Il 14 giugno 2013 la sentenza della Corte di Cassazione, sottolineando la gravità dei fatti, tali da avere comportato una sostanziale gravissima sospensione dello stesso Stato di diritto, ha in parte confermato la sentenza di appello emettendo 7 condanne, 4 assoluzioni (relative ad indagati che avevano deciso di ricorrere in cassazione nonostante la prescrizione in appello) e confermando (come richiesto anche dal PG) le prescrizioni, riducendo però i risarcimento dovuti in sede civile. Il ricorso della Procura generale di Genova, relativo al fatto che l'Italia non avesse ancora adottato il non prescrivibile reato di tortura sancito dalla Convenzione europea per la prevenzione della tortura e delle pene o trattamenti inumani o degradanti del 1987, è stato respinto. In base alle decisioni della Cassazione ed alle richieste del PG, molti dei risarcimenti dovuti alle associazioni che erano stati erogati in appello, pur non avendo queste appellato la sentenza di primo grado, saranno vagliati ed eventualmente rimodulati in un ulteriore giudizio in sede civile.

### Corte dei conti
Nel luglio 2016 i media danno notizia che, secondo le stime della procura della Corte dei conti, i danni patrominiali, erariali e di immagine subiti dallo stato per i fatti di Bolzaneto ammontano a 12 milioni di euro (di cui 5 di danno d'immagine). Tra i soggetti ritenuti responsabili di parte del danno anche persone che erano state assolte nei processi penali precedenti, tra cui il magistrato Alfonso Sabella, che coordinava le attività detentive durante il vertice, ed il generale Oronzo Doria, al tempo del G8 capo area della Liguria degli agenti di custodia, ritenuti co-responsabili del danno erariale per "omesso controllo".

### Corte europea dei diritti dell'uomo
Come nel caso di Arnaldo Cestaro prima e di altri dimostranti dopo per i fatti della Diaz, per il fatto che in Italia le leggi non prevedessero a quel tempo il reato di tortura, un ricorso è stato presentato alla Corte europea dei diritti dell'uomo di Strasburgo da 59 delle vittime dei pestaggi nella caserma di Bolzaneto. Il 26 ottobre 2017, la Corte di Strasburgo ha condannato l'Italia a risarcire 48 dei ricorrenti con cifre variabili tra i 10.000 e gli 85.000 euro a persona, a seconda delle lesioni subite e dei risarcimenti che alcuni di questi 48 avevano già incassato dallo Stato. Gli altri 11 avevano ritirato il ricorso dopo che avevano concordato con lo Stato un indennizzo di 45.000 euro per i danni subiti e le spese legali sostenute. Le motivazioni della sentenza imputano allo Stato italiano una responsabilità per le violenze delle forze dell'ordine e per non aver condotto indagini efficaci. Nella sentenza è stato anche evidenziato che nessuno dei responsabili delle atrocità ha fatto un solo giorno di carcere e, inoltre, viene riconosciuto un altro caso di tortura subita da due detenuti, nel 2004, da parte di alcuni agenti di custodia in servizio presso il carcere di Asti.

## Eventi successivi
L'Arma dei Carabinieri pose Placanica in "congedo assoluto" perché considerato "permanentemente non idoneo al servizio militare in modo assoluto" e nel 2005 Placanica fece richiesta di essere reimpiegato in ruoli civili statali, in ragione della "infermità permanente residuatagli in conseguenza delle lesioni e dei traumi da lui riportati a causa della violentissima aggressione". Placanica si candiderà nelle elezioni comunali del maggio 2005 nella lista civica "Catanzaro con Sergio Abramo". Nell'ottobre 2006 il gruppo di Rifondazione comunista al Senato decise d'intitolare a Carlo Giuliani la sede del proprio ufficio di presidenza, suscitando la disapprovazione di esponenti del centro-destra.

### Alcune dichiarazioni di Placanica
Nel novembre 2006 Placanica fu intervistato dal quotidiano Calabria Ora. Nell'intervista confermò nuovamente di aver sparato in aria, per due volte, ma solo dopo aver constatato l'inerzia dei colleghi e dei poliziotti nell'intervenire per allontanare i manifestanti ("potevano intervenire perché c'erano i carabinieri e anche gli agenti della polizia. Potevano fare una carica per disperdere i manifestanti e invece non hanno fatto niente. Quel momento è durato una vita") e dopo aver di conseguenza intimato ai manifestanti di allontanarsi.
Placanica riferì del clima di forte tensione della piazza ("i superiori ci dicevano di stare attenti, ci raccontavano che ci avrebbero tirato le sacche di sangue infetto. Ci dicevano di attacchi terroristici. La sensazione era come se dovessimo andare in guerra"), dei "festeggiamenti" che ricevette in caserma dai colleghi, che lo soprannominarono il killer salutandolo con il "benvenuto tra gli assassini" e che gli regalarono un basco del Tuscania deridendo la morte di Giuliani ("dicevano: "morte sua vita mia", cantavano canzoni. Hanno fatto una canzone anche su Carlo Giuliani") e che lui, ancora sotto shock, rimase in disparte senza prendere parte a tali manifestazioni.
Nell'intervista Placanica sostenne anche di essersi ritrovato in "un ingranaggio più grande di me" e che sul G8 non sarebbe stata detta tutta la verità, confermando ad esempio l'ipotesi formulata da alcune inchieste indipendenti, secondo cui qualcuno oltraggiò il corpo ormai esanime di Giuliani colpendolo con un sasso alla testa, dopo che le forze dell'ordine avevano già circondata e resa inaccessibile l'area circostante. In un'intervista concessa a GrNews.it il giorno dopo la pubblicazione dell'intervista su Calabria Ora, Placanica si disse d'accordo sulla necessità di istituire una commissione d'inchiesta per fare chiarezza sui fatti del G8.

### Commissione parlamentare d'inchiesta
Il programma dell'Unione delle elezioni politiche del 2006 prevedeva l'istituzione di una commissione parlamentare d'inchiesta sui "fatti di Genova, per i quali ancora oggi non sono state chiarite le responsabilità politica e istituzionale (al di là degli aspetti giudiziari) e sui quali l'Unione propone, per la prossima legislatura, l'istituzione di una commissione parlamentare d'inchiesta."
La proposta di legge di istituire tale commissione di inchiesta è stata votata il 30 ottobre 2007 in prima commissione alla Camera, ma è stata respinta (22 voti a favore e 22 contrari) a causa del voto contrario della Casa delle Libertà, dell'UDEUR e dell'Italia dei Valori, oltre all'assenza dei deputati della Rosa nel Pugno. Il leader dell'Italia dei Valori, Antonio Di Pietro, ha motivato il voto del senatore IdV Carlo Costantini dichiarando di non voler avallare un'inchiesta finalizzata ad indagare unicamente sull'operato delle forze dell'ordine e non anche su quello dei manifestanti.
Nonostante tale voto, accolto con rabbia e sconcerto da parte da alcuni dei partiti componenti la maggioranza di governo, l'allora presidente del consiglio Romano Prodi annunciò che la commissione d'inchiesta sui fatti del G8 di Genova avrebbe dovuto essere istituita ("è un impegno preso con il programma di governo che non intendiamo disattendere").